# رودالف زاهرینجن
رودالف زاهرینجن (انگلیسی: Rudolf of Zähringen; c. 1135 – ۵ اوت ۱۱۹۱) کشیش و اسقف اعظم شهر ماینز و زاهرینجن بود که در جنگ صلیبی سوم به همراه نیروهای آلمانی شرکت نمود.